# Benjamin Netter
Pour les articles homonymes, voir Netter.
Benjamin Netter, né le 23 mars 1811 à Strasbourg et mort le 30 novembre 1889 dans le 12e arrondissement de Paris, était un artiste-peintre paysagiste français d'origine alsacienne.

## Biographie
Jeune enfant âgé de 6 ou 7 ans lorsque sa famille quitte Strasbourg pour s'installer à Paris, Benjamin Netter y devient l'élève de Léon Cogniet à l'école des beaux-arts. Il participe régulièrement au Salon de peinture de Paris de 1842 à 1881. Il expose en 1866 à la Société des Amis des arts de Strasbourg.
Son œuvre est presque exclusivement celle d'un peintre paysagiste, appréciant particulièrement les paysages de montagne et voyageant pour son inspiration, notamment en Italie et en Suisse. Ses tableaux ont eu beaucoup de succès à l'étranger, et étaient particulièrement prisés des collectionneurs allemands et américains.